# فرندیل (مریلند)
فرندیل (به انگلیسی: Ferndale) شهری در ایالت مریلند کشور ایالات متحده آمریکا است که جمعیت آن در سرشماری سال ۲۰۱۰ میلادی، ۱۶٬۷۴۶ نفر بوده‌است.